# Ronde van Vlaanderen 1913
De eerste editie van de Ronde van Vlaanderen werd verreden op 25 mei 1913 over een afstand van 324 km met start in Gent en aankomst in Mariakerke. De gemiddelde uursnelheid van de winnaar was 26,882 km/h. Van de 37 vertrekkers bereikten er 16 de aankomst.

## Uitslag
| Rang | Renner            | Land   | Ploeg                | Tijd       |
| ---- | ----------------- | ------ | -------------------- | ---------- |
| 1    | Pol Deman         | België | Automoto             | 12u 03'10" |
| 2    | Joseph Van Daele  | België | J.B.Louvet           | z.t.       |
| 3    | Victor Doms       | België | Automoto             | z.t.       |
| 4    | August Dierickx   | België | geen                 | z.t.       |
| 5    | Arthur Maertens   | België | La française         | z.t.       |
| 6    | Jan Van Ingelghem | België | Peugeot-Wolber       | op 1'00"   |
| 7    | Achiel Depauw     | België | Liberator-Hutchinson | z.t.       |
| 8    | Auguste Benoit    | België | La française         | op 6'50    |
| 9    | Adrien Kranskens  | België | geen                 | op 17'50"  |
| 10   | Hector Billiet    | België | geen                 | z.t.       |

1913 · 
1914 · 
1915 · 
1916 · 
1917 · 
1918 · 
1919 · 
1920 · 
1921 · 
1922 · 
1923 · 
1924 · 
1925 · 
1926 · 
1927 · 
1928 · 
1929 · 
1930 · 
1931 · 
1932 · 
1933 · 
1934 · 
1935 · 
1936 · 
1937 · 
1938 · 
1939 · 
1940 · 
1941 · 
1942 · 
1943 · 
1944 · 
1945 · 
1946 · 
1947 · 
1948 · 
1949 · 
1950 · 
1951 · 
1952 · 
1953 · 
1954 · 
1955 · 
1956 · 
1957 · 
1958 · 
1959 · 
1960 · 
1961 · 
1962 · 
1963 · 
1964 · 
1965 · 
1966 · 
1967 · 
1968 · 
1969 · 
1970 · 
1971 · 
1972 · 
1973 · 
1974 · 
1975 · 
1976 · 
1977 · 
1978 · 
1979 · 
1980 · 
1981 · 
1982 · 
1983 · 
1984 · 
1985 · 
1986 · 
1987 · 
1988 · 
1989 · 
1990 · 
1991 · 
1992 · 
1993 · 
1994 · 
1995 · 
1996 · 
1997 · 
1998 · 
1999 · 
2000 · 
2001 · 
2002 · 
2003 · 
2004 · 
2005 · 
2006 · 
2007 · 
2008 · 
2009 · 
2010 · 
2011 · 
2012 · 
2013 · 
2014 · 
2015 · 
2016 · 
2017 · 
2018 · 
2019 · 
2020 · 
2021 · 
2022 · 
2023 · 
2024
Lijst van beklimmingen